# Słoboda (sielsowiet Lebiedziewo)
Słoboda – dawny folwark. Tereny, na których był położony leżą obecnie na Białorusi, w obwodzie mińskim, w rejonie mołodeckim, w sielsowiecie Lebiedziewo.

## Historia
W czasach zaborów folwark w powiecie wilejskim, w guberni wileńskiej Imperium Rosyjskiego.
W latach 1921–1945 folwark leżał w Polsce, w województwie wileńskim, w powiecie wilejskim, od 1927 roku w powiecie mołodeczańskim,  w gminie Lebiedziewo.
Według Powszechnego Spisu Ludności z 1921 roku zamieszkiwało tu 8 osób, wszystkie było wyznania rzymskokatolickiego i zadeklarowały polską przynależność narodową. Był tu 1 budynek mieszkalny.
Wierni należeli do parafii rzymskokatolickiej w Lebiedziewie. Miejscowość podlegała pod Sąd Grodzki w Mołodecznie i Okręgowy w Wilnie; właściwy urząd pocztowy mieścił się w Lebiedziewie.
W wyniku napaści ZSRR na Polskę we wrześniu 1939 miejscowość znalazła się pod okupacją sowiecką. 2 listopada została włączona do Białoruskiej SRR. Od czerwca 1941 roku pod okupacją niemiecką. W 1944 miejscowość została ponownie zajęta przez wojska sowieckie i włączona do Białoruskiej SRR.